# Cypraea surinamensis
Cypraea surinamensis är en snäckart som beskrevs av G. Perry 1811. Cypraea surinamensis ingår i släktet Cypraea och familjen Cypraeidae. Inga underarter finns listade i Catalogue of Life.